# ゴットフリート・フォン・シュトラースブルク

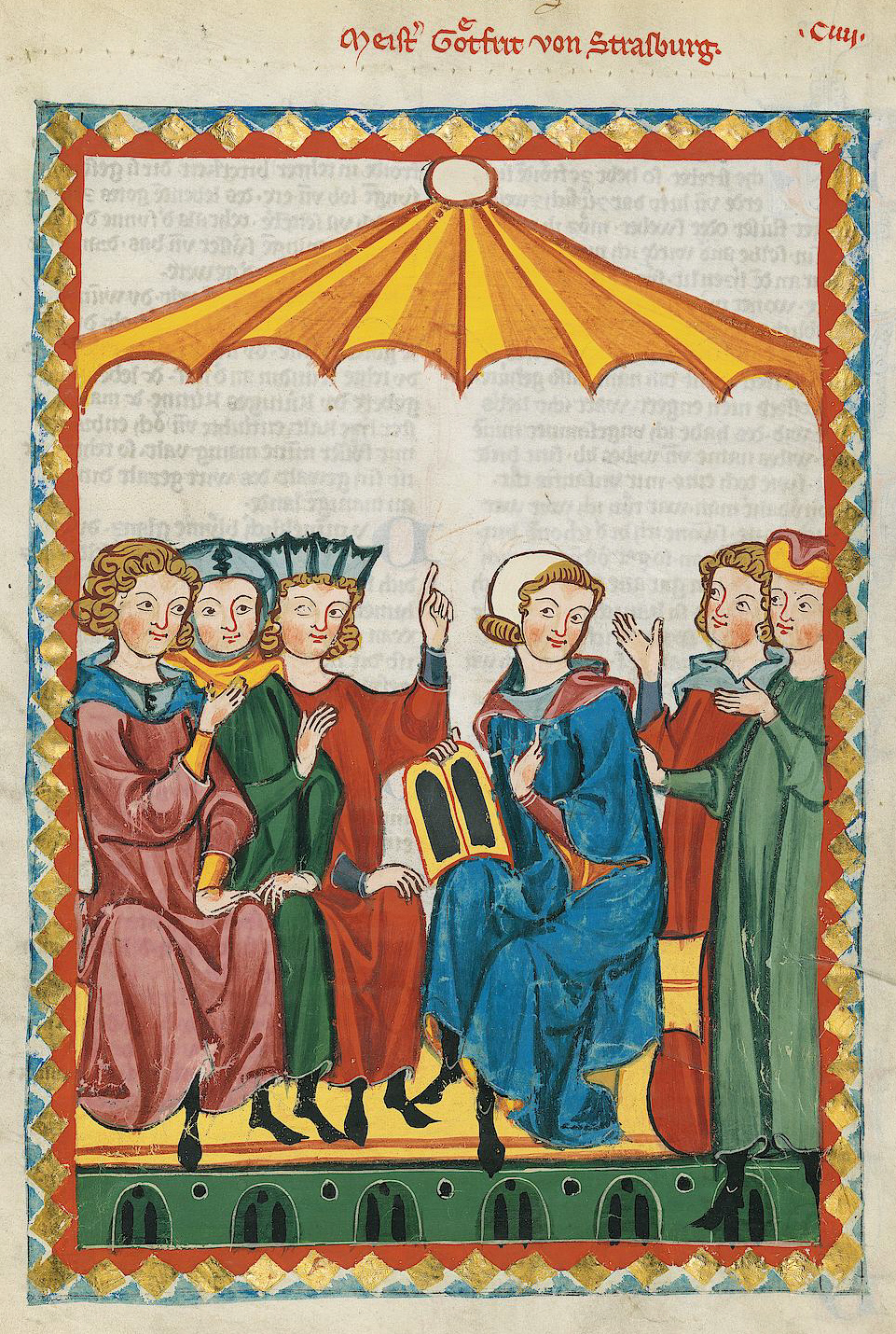
ゴットフリート・フォン・シュトラースブルク、マネッセ写本より

ゴットフリート・フォン・シュトラースブルク（独: Gottfried von Straßburg, 1170年頃 - 1210年頃）は、中世ドイツの叙事詩人。代表作は『トリスタンとイゾルデ』（単に『トリスタン』とも）。

## 人物
資料が欠けているため生涯は不詳であるが、騎士ではなく市民階級の出身で、修道院の付属学校に学んだ後にシュトラースブルク（ストラスブール）で聖職者あるいは官吏になったと考えられている。
文法学、弁論術、修辞学を包括する広い学識を持ち、文体は流麗かつ端正、また論理的であり、そのため型破りな文体を持っていたヴォルフラム・フォン・エッシェンバッハと対立し、互いの著作で批判しあっている。

## 評価
代表作『トリスタンとイゾルデ』（1210年頃、未完）は、ブリテンのトマの作品（1170年 - 1175年頃）を基に究極の愛の姿を描いた傑作である。
ハインリヒ・ハイネ（1797年 - 1856年）は『ロマン派』(Die Romantische Schule) において、ドイツ中世の叙事詩的文学にあって、「非現実的なキリスト教の道徳の鉄鎖をふりほどき、欣然として官能の支配する享楽世界へとびこんでゆく」傾向の代表作として、ゴットフリート・フォン・シュトラースブルクの『トリスタンとイゾルデ』を挙げ、それを「中世きっての美しい」詩として賛美し、ゴットフリートは「ヴォルフラム・フォン・エッシェンバッハのあらゆるすばらしさをも凌駕している」、と絶賛している。ヤーコプ・ブルクハルト（1818年 - 1897年）は『イタリア・ルネサンスの文化』（1860年）において、ゴットフリート・フォン・シュトラースブルクは『トリスタンとイゾルデ』によって「不朽の様相を示す情熱を描写している」珠玉の文学作品であると高く評価した。
ドイツの有力新聞『ツァイト』（Die Zeit）が選んだ「百冊の本」の一つに挙げられている。
この作品はのちワーグナーの楽劇『トリスタンとイゾルデ』（1857年 - 1859年）の原作ともなった。